# 986
986 (CMLXXXVI) fue un año común comenzado en viernes del calendario juliano, en vigor en aquella fecha.

## Acontecimientos
- Fin del reinado de Kazan y comienzo del reinado de Ichijo, emperadores de Japón.
- Galicia - Rebelión contra Bermudo II de León de los condes gallegos Suero Gundemáriz, Gonzalo Menéndez, Galindo y Osorio Díaz. Se refugian en Córdoba.

## Fallecimientos
- Harald Blåtand, rey de Dinamarca
- 2 de marzo - Lotario, Rey de Francia occidental.
- 25 de mayo - Abd Al-Rahman Al Sufi, astrónomo persa.

- Datos: Q23785
- Multimedia: 986 / Q23785